# Raiane Patrícia Severino Assumpção
Raiane Patrícia Severino Assumpção (18 de março de 1975) é uma cientista social, pesquisadora e professora universitária brasileira. É a atual reitora da Universidade Federal de São Paulo (Unifesp), sendo a primeira reitora oriunda de um campus fora da sede da instituição. 
Pesquisadora do Centro de Antropologia e Arqueologia Forense (CAAF) da universidade; líder do grupo de pesquisa e extensão em Violência do Estado, Direitos Humanos e Educação Popular. Tem graduação em Ciências Sociais (1996), mestrado (2000) e doutorado em Sociologia pela Universidade Estadual Paulista Júlio de Mesquita Filho (UNESP). 

## Gestão da Unifesp
Ingressou na Unifesp em seu período de expansão, em 2010, desde então, esteve como vice-reitora da Unifesp (2021 - 2022) e pró-reitora de Extensão e Cultura na PROEC/Unifesp (2017- 2021). Professora no programa de pós-graduação em Serviço Social e Políticas Sociais - Campus Baixada Santista; pesquisadora do Centro de Antropologia e Arqueologia Forense (CAAF) - UNIFESP.
Em 2022, foi nomeada como Reitora pro tempore em virtude da renúncia do Reitor Nelson Sass.
Acompanhou o processo de consolidação da Unifesp, ao qual vem sendo reconhecido por rankings mundiais, entre eles o Times Higher Education (THE), que em 2023 reconheceu a  Universidade Federal de São Paulo (Unifesp) é a terceira melhor universidade do país.

## Vida acadêmica
Participou do projeto "Violência de estado no Brasil: Um estudo dos Crimes de Maio de 2006 na perspectiva da Antropologia Forense e da Justiça de Transição", realizado pelo Centro de Antropologia e Arqueologia Forense (CAAF) em parceria com Centro Latino-Americano da Universidade de Oxford e financiado pelo Newton Fund.
Uma das responsáveis pelo Projeto Educação Popular "Criando e Recriando a Realidade Social", que entre suas atuações, esteja no combate da Pandemia Covid-19 em comunidades indígenas da Aldeia Paranapuã, localizada no município de São Vicente (SP).
Conduziu na Unifesp a comissão que elaborou a proposta de inserção das Atividades de Extensão nos Cursos de Graduação da Universidade Federal de São Paulo, garantindo o curricularização da extensão.
Participou da comissão que elaborou documento para a efetivação do Pacto Universitário pela Promoção do Respeito à Diversidade, da Cultura da Paz e dos Direitos Humanos (com plano completo disponível) 
Participa como pesquisadora  do projeto "Vozes da dor, da luta e da resistência das mulheres/mães de vítimas da violência de Estado no Brasil" que visa contribuir com o debate sobre a violência estrutural e a violência de Estado no Brasil e o processo de organização e resistência dos familiares (mulheres/mães) de pessoas executadas por agentes do Estado (polícia militar).